# Gustave Van Goethem
Gustave Staf Van Goethem, né le 28 décembre 1898 à Berchem et mort le 15 octobre 1974 dans la même ville, est un joueur de football international belge actif durant l'entre-deux-guerres. Il joue durant toute sa carrière pour Berchem Sport, où il occupe le poste de milieu intérieur droit.

## Carrière

### Joueur
Gustave Van Goethem s'affilie au Berchem Sport le 8 octobre 1915. Les compétitions étant alors interrompues par la Première Guerre mondiale, il doit attendre la reprise des championnats en 1919 pour jouer avec l'équipe première, qui évolue alors en Promotion, le second niveau national. Après trois ans, le club est promu en Division d'honneur grâce à sa deuxième place finale. Rapidement devenu le titulaire au poste de milieu intérieur droit, Staf Van Goethem forme avec Joseph Cootmans et Léopold Dries un trio efficace. Ses bonnes prestations lui valent d'être appelé en équipe nationale belge en novembre 1924 pour disputer une rencontre amicale en France. Ce sera sa seule sélection internationale bien qu'il continue à prester à un niveau constant durant plusieurs saisons.
En 1933, le club termine dernier et est relégué au niveau inférieur. Plusieurs cadres décident alors de quitter le club ou de mettre un terme à leur carrière mais Gustave Van Goethem reste fidèle à ses couleurs et mène le club au titre de champion dans sa série avec onze points d'avance sur son dauphin, le RC Borgerhout. De retour au plus haut niveau, il joue encore un an avant de ranger définitivement ses crampons en 1935. Il a disputé 220 rencontres officielles en première division belge et inscrit 62 buts.

### Entraîneur
Après sa carrière de joueur, Gustave Van Goethem se reconvertit comme entraîneur. Dès l'été 1935, il prend en mains l'équipe du K Vilvorde FC, qui évolue alors en Promotion, le troisième et dernier niveau national. Pour sa deuxième saison au club, il mène l'équipe au titre de champion dans sa série, ce qui lui permet de remonter au niveau supérieur. Il dirige le club jusqu'au terme de la Seconde Guerre mondiale, le menant deux saisons de suite à la quatrième place finale, son meilleur classement historique. En 1946, il est nommé à la tête du FC Turnhout, qui évolue également au deuxième niveau national. Le club échoue à deux points du titre de champion en 1947. Les saisons suivantes, l'équipe recule au classement jusqu'en 1952, où une réforme des divisions nationales le condamne à la relégation malgré sa neuvième place finale. Un an plus, il quitte le club, n'étant pas parvenu à le ramener en Division 2.
Après une année sabbatique, Gustave Van Goethem est nommé entraîneur du Sint-Niklaasse SK, qu'il dirige durant deux saisons en deuxième division. En 1959, il est rappelé au K Vilvorde FC, actif alors en Promotion, le quatrième niveau national belge. Il dirige le club durant trois saisons puis prend sa retraite. Il meurt le 15 octobre 1974 dans sa ville natale, Berchem.

## Statistiques
| Saison                | Club                  | Championnat           | Championnat | Championnat | Coupe(s) nationale(s) | Coupe(s) nationale(s) | Total | Total |
| Saison                | Club                  | Division              | M.          | B.          | M.                    | B.                    | M.    | B.    |
| 1919-1920             | Berchem Sport         | Division 2            | -           | -           | 0                     | 0                     | 0     | 0     |
| 1920-1921             | Berchem Sport         | Division 2            | -           | -           | 0                     | 0                     | 0     | 0     |
| 1921-1922             | Berchem Sport         | Division 2            | -           | -           | 0                     | 0                     | 0     | 0     |
| 1922-1923             | Berchem Sport         | Division 1            | -           | -           | 0                     | 0                     | 0     | 0     |
| 1923-1924             | Berchem Sport         | Division 1            | -           | -           | 0                     | 0                     | 0     | 0     |
| 1924-1925             | Berchem Sport         | Division 1            | -           | -           | 0                     | 0                     | 0     | 0     |
| 1925-1926             | Berchem Sport         | Division 1            | -           | -           | 0                     | 0                     | 0     | 0     |
| 1926-1927             | Berchem Sport         | Division 1            | -           | -           | 0                     | 0                     | 0     | 0     |
| 1927-1928             | Berchem Sport         | Division 1            | -           | -           | 0                     | 0                     | 0     | 0     |
| 1928-1929             | Berchem Sport         | Division 1            | -           | -           | 0                     | 0                     | 0     | 0     |
| 1929-1930             | Berchem Sport         | Division 1            | -           | -           | 0                     | 0                     | 0     | 0     |
| 1930-1931             | Berchem Sport         | Division 1            | -           | -           | 0                     | 0                     | 0     | 0     |
| 1931-1932             | Berchem Sport         | Division 1            | -           | -           | 0                     | 0                     | 0     | 0     |
| 1932-1933             | Berchem Sport         | Division 1            | -           | -           | 0                     | 0                     | 0     | 0     |
| 1933-1934             | Berchem Sport         | Division 2            | -           | -           | 0                     | 0                     | 0     | 0     |
| 1934-1935             | Berchem Sport         | Division 1            | -           | -           | 0                     | 0                     | 0     | 0     |
| Total sur la carrière | Total sur la carrière | Total sur la carrière | 220         | 62          | 0                     | 0                     | 220   | 62    |

### Palmarès

#### Joueur
- 1 fois champion de Division 2 en 1934 avec Berchem Sport.

#### Entraîneur
- 1 fois champion de Division 3 en 1937 avec le K Vilvorde FC.

## Carrière internationale
Gustave Van Goethem compte une convocation et un match joué en équipe nationale belge. Celui-ci a lieu le 11 novembre 1924 lors d'un match amical face à la France et se solde par une victoire 3-0.
Le tableau ci-dessous reprend toutes les sélections de Gustave Van Goethem. Le score de la Belgique est toujours indiqué en gras.
| Date       | Compétition  | Adversaire | Lieu      | Score | Remarque |
| ---------- | ------------ | ---------- | --------- | ----- | -------- |
| 11/11/1924 | Match amical | France     | Bruxelles | 3-0   |          |